# Cascante
Cascante es un municipio y pueblo español de la Comunidad Foral de Navarra, situada en la Ribera de Navarra, en la Merindad de Tudela y a 104 km de la capital de la comunidad, Pamplona. Su población en 2017 es de 4.050  habitantes (INE). Está hermanada, desde el 12 de mayo de 1996, con la ciudad francesa de Castillon-la-Bataille.

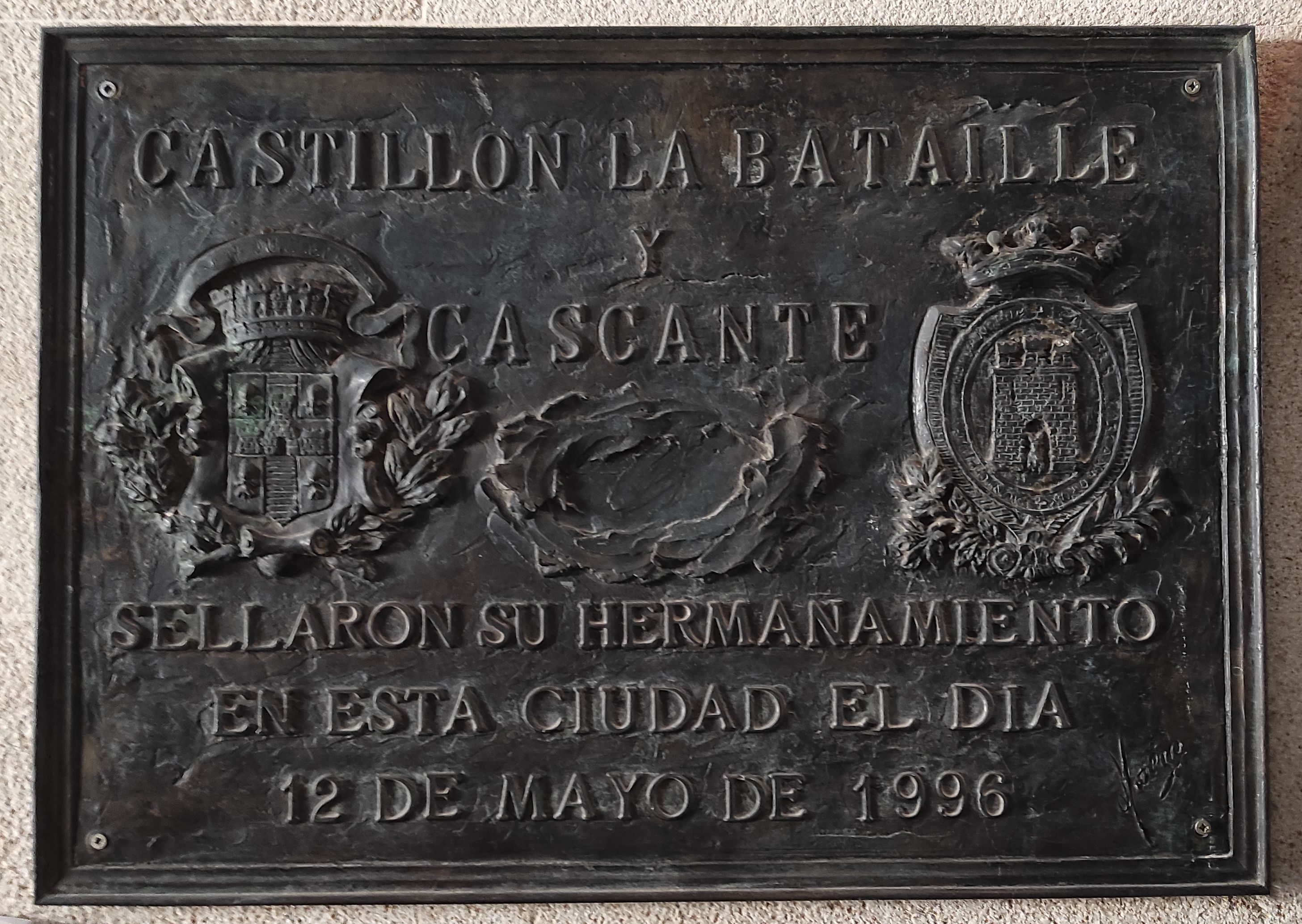
Placa de hermanamiento

## Toponimia
Su gentilicio es cascantino, -a. Según apunta Javier Andreu Pintado también sería correcto el gentilicio cascantense. Este gentilicio es ampliamente utilizado por algunos miembros de la Asociación VICUS.

## Símbolos

### Bandera
La bandera del municipio de Cascante tiene la siguiente descripción

Paño rectangular de proporción 2/3 azul celeste con el escudo en sus esmaltes en el centro.

### Escudo
El escudo de armas de la ciudad de Cascante tiene el siguiente blasón:

En campo de azur se encuentra un castillo de oro mazonado y aclarado de sable, con una cabeza de buey afrontada y dorada dentro de una puerta. Bordura de plata con una cruz potenzada de oro en el centro de jefe y la leyenda "Civitas Cascantum · Municipium Romanorum" en letras de sable.

## Geografía

Situación del municipio de Cascante en Navarra

La ciudad de Cascante está situada al sur de la Comunidad Foral de Navarra dentro de la región geográfica de la Ribera de Navarra. Su término municipal tiene una superficie de 62,93 km² y limita al norte con Tudela y Murchante; al este con Ablitas; al sur con Barillas, Tulebras, Monteagudo y Tarazona en la provincia de Zaragoza y la comunidad autónoma de Aragón) y al oeste con Tudela. Se encuentra al sur de la región navarra, a 104 kilómetros de Pamplona.

### Relieve e hidrografía
La ciudad de Cascante está situada a 354 metros sobre el nivel del mar. Las cotas de altitud de su término municipal oscilan entre los 300 metros del cauce del Queiles, en el límite con el término municipal de Tudela, y los 660 metros en los Montes del Cierzo, en el límite con Tarazona. Al noreste abundan los aluviones cuaternarios escalonados en varios miles de terrazas fluviales y glacis de erosión. Y al suroeste la facies detrítica del Mioceno (conglomerados, areniscas, arcillas), parcialmente recubierta por los derrubios de los glacis de erosión que descienden de las sierras marginales del Sistema Ibérico.

### Clima
El clima es del tipo mediterráneo continental propio del Valle del Ebro. Se caracteriza por tener veranos secos, una irregularidad pluviométrica grande y una oscilación térmica acusada. La temperatura media anual está entre 13° y 14 °C. 
En Cascante, los veranos son cortos, cálidos y mayormente despejados; los inviernos son fríos, ventosos y parcialmente nublados y está seco durante todo el año. Durante el transcurso del año, la temperatura generalmente varía de 2 °C a 31 °C y rara vez baja a menos de -2 °C o sube a más de 37 °C.
Las precipitaciones anuales son de 400 mm, produciéndose unos 60 días lluviosos al año, y la evapotranspiración potencial está entre los 725 y 800 mm. El mes con más lluvia en Cascante es mayo, con un promedio de 36 milímetros de lluvia. El mes con menos lluvia en Cascante es agosto, con un promedio de 16 milímetros de lluvia.
El viento con más frecuencia viene del norte durante 7,7 meses, del 21 de febrero al 13 de octubre, con un porcentaje máximo del 61 % en 24 de julio. El viento con más frecuencia viene del oeste durante 4,3 meses, del 13 de octubre al 21 de febrero, con un porcentaje máximo del 49 % en 1 de enero.

### Flora y fauna
Los bosques se reducen a alamedas y un pequeño pinar de repoblación de Pinus halepensis.

### Vías de comunicación
Por su término municipal pasa la Autopista Vasco-Aragonesa (AP-68) y la carretera N-121-C, que une Tarazona con Tudela, además de carreteras locales que conectan con Murchante, Ablitas y el municipio de Tudela. 
Entre 1885 y 1972, hubo estación de ferrocarril de la Línea Tudela-Tarazona. Hoy en día es la Vía verde del Tarazonica.

## Demografía
Cascante cuenta con una población de 4131 habitantes (INE 2024).
| Gráfica de evolución demográfica de Cascante entre 1842 y 2021 |
| |
| Población de derecho según los censos de población del INE Población de hecho según los censos de población del INEEntre el censo de 1857 y el anterior, crece el término del municipio porque incorpora a 315108 (Urzante) |

## Economía
Anteriormente existieron fábricas que hicieron que Cascante fuese considerada la localidad más industrial, tras Tudela, de la Ribera de Navarra. La mayoría de ellas dedicadas a la Industria Textil. La de Juan Burgos Pamplona, S.A. dedicada a la transformación del algodón en hilados y tejidos. Las de Marpil, S.A. y Cunbur, S.A., a la confección de prendas. A lo largo del año 2009 se cerraron las dos que todavía producían. Su cierre que se venía arrastrando desde hacía varios años, fue motivado por varios factores, entre otros: la apertura del mercado en la Unión Europea y la liberalización del sector, que propiciaron la irrupción en el comercio mundial de productos textiles y de confección fabricados en China a partir del 1 de enero de 2005; la falta de especialización y la crisis financiera actual. 
Y la agricultura, con sus altibajos, hace bastantes años el cultivo del espárrago predominó también en Cascante e incluso hubo varias ediciones del llamado concurso de espárragos para las denominadas fiestas de primavera (mayo), el llamado "oro blanco", actualmente lo más principal, entre otros productos, es la vid y el olivo.
La construcción también ha sufrido las derivaciones de la crisis económica mundial.
Se ha echado en falta siempre un polígono industrial municipal en Cascante que hubiera mejorado las condiciones laborales de los cascantinos, ya que algunas empresas se han marchado de Cascante ante la falta del mismo.

## Administración y política
El Ayuntamiento de Cascante está compuesto por 11 concejales que en la sesión constitutiva eligen de entre ellos al alcalde. En las elecciones de 2023 el gobierno municipal cayó en manos de UPN al obtener 7 de los 11 concejales del consistorio cascantino. En 2019 el gobierno municipal cayó en manos de la coalición Navarra Suma con 7 de los 11 concejales.
| Periodo   | Nombre                       | Partido | Partido                                  |
| --------- | ---------------------------- | ------- | ---------------------------------------- |
| 1979-1990 | Gregorio Moneo Fuertes       |         | Partido Socialista de Navarra (PSN-PSOE) |
| 1990-1991 | Francisco Sola               |         | Unión del Pueblo Navarro (UPN)           |
| 1991-1999 | José Gómara Ruiz             |         | Partido Socialista de Navarra (PSN-PSOE) |
| 1999-2003 | Jesús Ascensión García Barea |         | Partido Socialista de Navarra (PSN-PSOE) |
| 2003-2007 | María Ángeles Ochoa          |         | Unión del Pueblo Navarro (UPN)           |
| 2007-2011 | Antonio Irujo Redrado        |         | Partido Socialista de Navarra (PSN-PSOE) |
| 2011-2015 | José Gómara Ruiz             |         | Partido Socialista de Navarra (PSN-PSOE) |
| 2015-2019 | Alberto Añón Jiménez         |         | Unión del Pueblo Navarro (UPN)           |
| 2019-2023 | Alberto Añón Jiménez         |         | Navarra Suma (NA+)                       |

| Partido político                             | 2023  | 2023  | 2023       | 2019  | 2019  | 2019       | 2015  | 2015  | 2015       | 2011  | 2011  | 2011       | 2007  | 2007  | 2007       | 2003  | 2003  | 2003       | 1999  | 1999  | 1999       | 1995  | 1995  | 1995       | 1991  | 1991  | 1991       | 1987  | 1987  | 1987       |
| Partido político                             | Votos | %     | Concejales | Votos | %     | Concejales | Votos | %     | Concejales | Votos | %     | Concejales | Votos | %     | Concejales | Votos | %     | Concejales | Votos | %     | Concejales | Votos | %     | Concejales | Votos | %     | Concejales | Votos | %     | Concejales |
| Partido Socialista de Navarra (PSN-PSOE)     | 506   | 25,73 | 3          | 606   | 29,28 | 3          | 671   | 32,15 | 4          | 875   | 40,01 | 5          | 1080  | 44,03 | 5          | 895   | 37,51 | 4          | 1024  | 42,33 | 5          | 1154  | 48    | 6          | 1063  | 47,12 | 6          | 936   | 42,9  | 5          |
| Unión del Pueblo Navarro (UPN)               | 1124  | 57,17 | 7          | 1182  | 57,12 | 7          | 970   | 46,48 | 5          | 987   | 45,13 | 5          | 1046  | 42,64 | 5          | 897   | 37,59 | 5          | 1090  | 45,06 | 5          | 933   | 38,81 | 5          | 904   | 40,07 | 5          | 988   | 45,28 | 5          |
| Coalición de Izquierdas de Cascante (CIC)    | 295   | 15,00 | 1          | 242   | 11,69 | 1          | 359   | 17,20 | 2          | 270   | 12,35 | 1          | 280   | 11,41 | 1          | —     | —     | —          | —     | —     | —          | —     | —     | —          | —     | —     | —          | —     | —     | —          |
| Partido Popular (PP)                         | —     | —     | —          | —     | —     | —          | 37    | 1,77  | 0          | —     | —     | —          | —     | —     | —          | —     | —     | —          | —     | —     | —          | —     | —     | —          | —     | —     | —          | —     | —     | —          |
| Batzarre                                     | —     | —     | —          | —     | —     | —          | —     | —     | —          | —     | —     | —          | —     | —     | —          | 268   | 11,23 | 1          | —     | —     | —          | —     | —     | —          | —     | —     | —          | —     | —     | —          |
| Agrupación por el Progreso de Cascante (APC) | —     | —     | —          | —     | —     | —          | —     | —     | —          | —     | —     | —          | —     | —     | —          | 215   | 9,01  | 1          | —     | —     | —          | —     | —     | —          | —     | —     | —          | —     | —     | —          |
| Izquierda Unida (IU)                         | —     | —     | —          | —     | —     | —          | —     | —     | —          | —     | —     | —          | —     | —     | —          | —     | —     | —          | 272   | 11,24 | 1          | 114   | 4,74  | 0          | 174   | 7,71  | 0          | —     | —     | —          |
| Agrupación Independiente de Cascante (AIC)   | —     | —     | —          | —     | —     | —          | —     | —     | —          | —     | —     | —          | —     | —     | —          | —     | —     | —          | —     | —     | —          | 160   | 6,66  | 0          | —     | —     | —          | —     | —     | —          |
| Herri Batasuna (HB)                          | —     | —     | —          | —     | —     | —          | —     | —     | —          | —     | —     | —          | —     | —     | —          | —     | —     | —          | —     | —     | —          | —     | —     | —          | 91    | 4,03  | 0          | 209   | 9,58  | 1          |

## Historia

### Prehistoria y Edad Antigua
En su término se localizan tres yacimientos al aire libre del Eneolítico-Bronce, uno de ellos en el lugar de los Pedreñales.

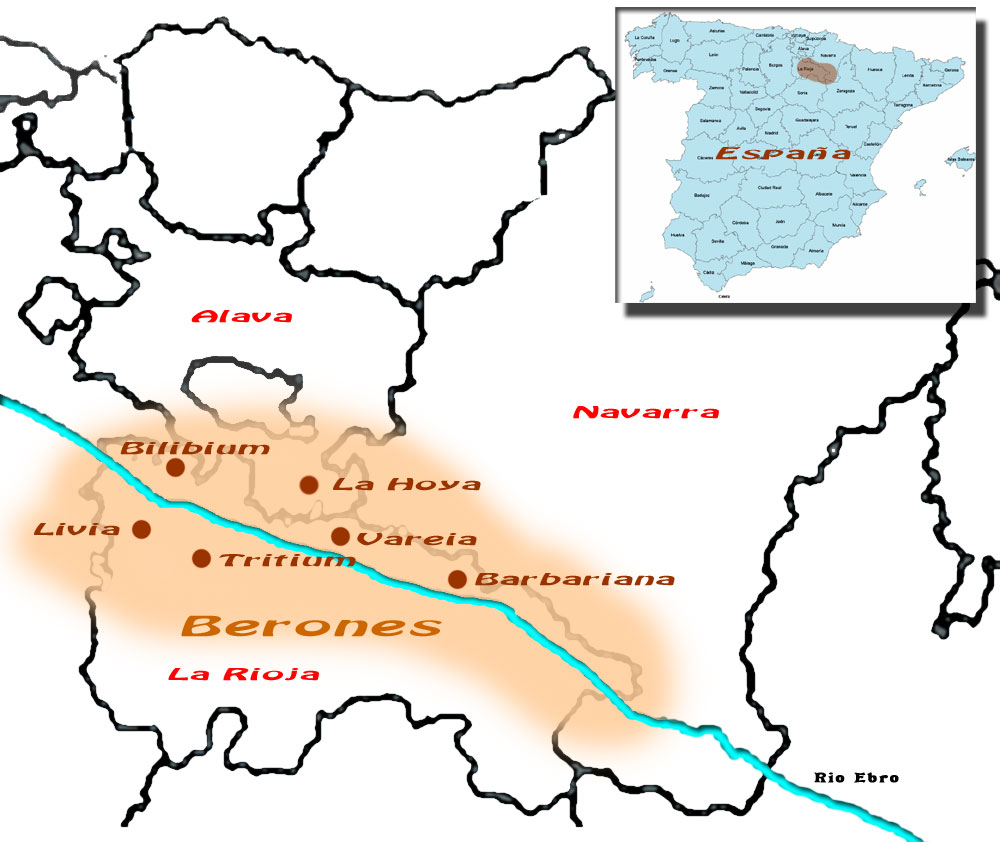
Mapa territorio Berón

Ciudad celtíbera perteneciente a la tribu de los berones (KAISKATA) en lengua Berona ANMAX, que en la segunda mitad del siglo II emitió una serie en Ae (unidades, mitades y cuartos) con metrología celtibérico-berona y marcas de valor al estilo berón, mostrando cabeza masculina con collar, símbolo arado y jinete lancero (unidades) o caballo galopando (divisores). 
Convertida en Municipium CASCANTVM, reanudaría su actividad en tiempos de Tiberio.
Cascante fue municipio de los romanos y tuvo el Fuero del Lacio. Las primeras referencias históricas hablan de un poblado celtíbero en el año 76 a. C., cuyo nombre más probable es Kaiskat.

### Edad Media
No se puede establecer el momento preciso de su cristianización (en el año 465 contaba ya con una comunidad cristiana, que incluía miembros de las altas capas sociales), ni hay noticia expresa del lugar bajo la dominación musulmana, aunque la islamización fue considerable a juzgar por la persistencia posterior de mudéjares hasta el siglo XV, y la impronta árabe en el léxico actual de regadío. Carecen de verosimilitud las noticias sobre una supuesta comunidad cristiano-mozárabe durante esta etapa.
Como parte integrante del distrito de Tudela pasó a manos cristianas en febrero de 1119. El primer Señor de la Villa fue Damilán, probablemente francés. De aquí en adelante perteneció a diversos linajes a lo largo de su historia, hasta que pasó a manos nobiliarias. El Príncipe de Viana lo cedió al conde Lerín en 1446, pero poco después Juan II lo entregó a uno de su colaboradores castellanos, el conde de Castro, que lo disfruto entre 1452 y 1471. En 1551 la propia villa compró el señorío por 15&nsbp;000 ducados. 
Desde mediados del siglo XII contaba con un castillo. Las primeras noticias que hoy se tienen sobre una organización municipal son de 1281, Cascante permaneció como realengo durante todo el resto de su historia.
La primitiva iglesia parroquial fue la de Santa María la Alta, (la Virgen del Romero), pero en 1476 se le concedió la licencia para construir la actual parroquia por encontrarse la anterior alejada del centro urbano. 

### Edad Moderna
En 1520, hizo ordenanzas para su gobierno y en 1630 compró al Rey Felipe IV de España la jurisdicción criminal y civil, tres años después, por Real Cédula de 18 de julio de 1633, se le otorgó la categoría de ciudad, asiento y voto en las cortes del reino y el carácter de población separada de la Merindad de Tudela. 
En 1633 pasó de villa a ciudad, al otorgarle Felipe IV dicho título que daba el derecho a asiento y voto junto con otras ciudades en las Cortes de Navarra, obtuvo su separación jurisdiccional de Tudela, la Vara de la Justicia, y el goce de hierbas en los montes de Cierzo y Arganzón, estos privilegios costaron a los cascantinos más de 30 000 ducados, en donativos al Rey.

### Edad Contemporánea
Contaba ya en 1802 con molinos, fábricas, manantiales y desde 1850 con escuela y maestro. En 1920 Cascante tenía ya trujales, bodegas, graneros y un puesto de la Guardia Civil de Caballería. Cascante tuvo centros hospitalarios desde tiempos remotos pero el más conocido fue el Hospital de San Roque atendido desde 1916 por las Hermanitas de los Ancianos Desamparados. 
También existieron dos asilos encargados de recoger a los ancianos y huérfanos de la localidad, Uno era el de San Leandro, fundado en 1885, y el otro el de La Purísima Concepción inaugurado en 1917. Actualmente existe una residencia, atendida por las Hermanitas de Ancianos Desamparados.
En 2008, la ciudad ha celebrado el 375.º aniversario de su intitulación. A tal fin, se celebró un evento de teatro al aire libre representando la concesión del título de ciudad, con actores y actrices amateur locales y colaboraciones de muchos ciudadanos. Además, se editó una edición facsímil del título de ciudad, así como llaveros conmemorativos.
Como curiosidad histórica, cabe destacar que Cascante albergó la primera fábrica de cerillas fosfóricas de España, establecida en 1835 por el guipuzcoano Pascasio Lizarbe bajo la razón social "Ángel Garro y Compañía", tras asociarse con éste; y posteriormente se fundó otra fábrica de la familia Guelbenzu. La producción de las cerillas duró hasta el año 1908 año en que el estado expropió la fabricación. En el año 2008, al cumplirse los 100 años del cierre, Ricardo Guelbenzu escribió un libro sobre los Fósforos de Cascante.

## Cultura

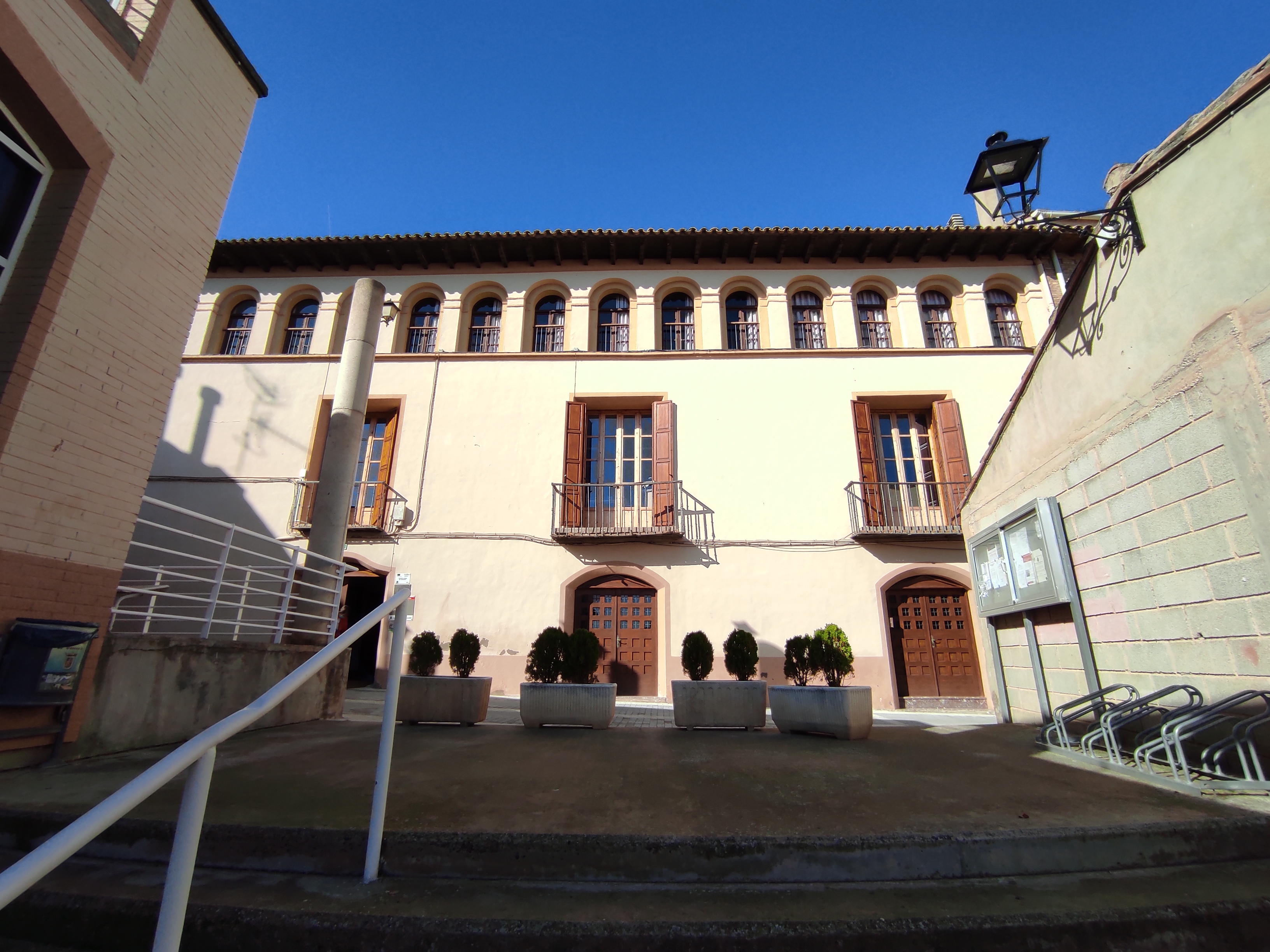
Casa de Cultura

Además del ayuntamiento, hay muchas organizaciones en Cascante que en mayor o menor medida promueven, poniendo su granito de arena, la cultura Cascantina. Cabe destacar asociaciones como:
Asociación de Peñas y Cuadrillas "La Roya": como su propio nombre indica es una asociación creada por varias peñas y cuadrillas de Cascante con el objetivo de fomentar las actividades de ocio en la ciudad.
Vicus: asociación que promueve la cultura Cascantina, como curso de arqueología, Semana Romana, excursiones, conferencias, publicaciones. Las actividades de esta asociación durante el año 2008 fueron muy interesantes culturalmente debido a la conmemoración del 375 aniversario del título de ciudad.
Muérdago: asociación de amigos de la naturaleza, que realizan todo tipo de actividades relacionadas con el conocimiento de la naturaleza, la preservación del medio ambiente, enfocado todo ello en los alrededores de Cascante.
Candela: asociación de mujeres que promueven las actividades de ocio y culturales de mujeres, pero dirigido a todo el personal.
Grupo de Teatro Siete Caños: grupo de teatro amateur que ha estrenado con éxito varias obras en varias localidades navarras y aragonesas.
Club de Jubilados, Viudas y Pensionistas (Sic): también hay que nombrar y reconocer a los siguientes grupos que dan su aportación cultural a Cascante y fuera de Cascante en sus conciertos: La Banda de Música y la Coral Cais Cantum.

### Patrimonio

#### Religiosa
- Antiguo convento de la Orden de los Frailes Mínimos
- Basílica de Nuestra Señora del Romero
- Casa-Museo de Vicenta María López y Vicuña
- Columbario
- Iglesia parroquial de la Asunción de Nuestra Señora
- Iglesia parroquial de la Victoria
- Iglesia de Santa Vicenta María
- Antigua iglesia de San Pedro
- Ermita de San Juan
- Estatua a fray Pedro Malón de Echaide en el parque del Romero
- Monumento a Santa Vicenta María

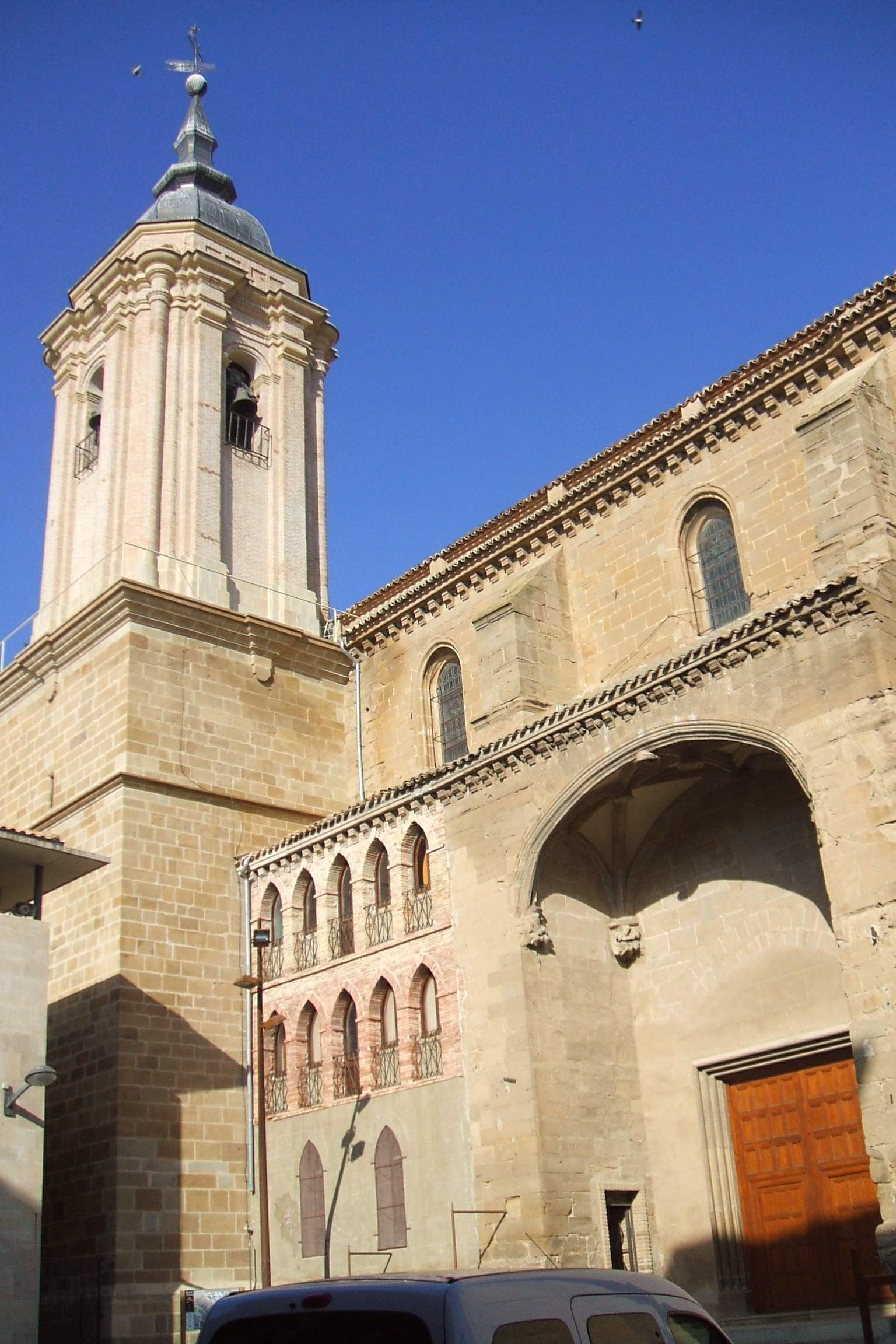
Iglesia de la Asunción de Nuestra Señora
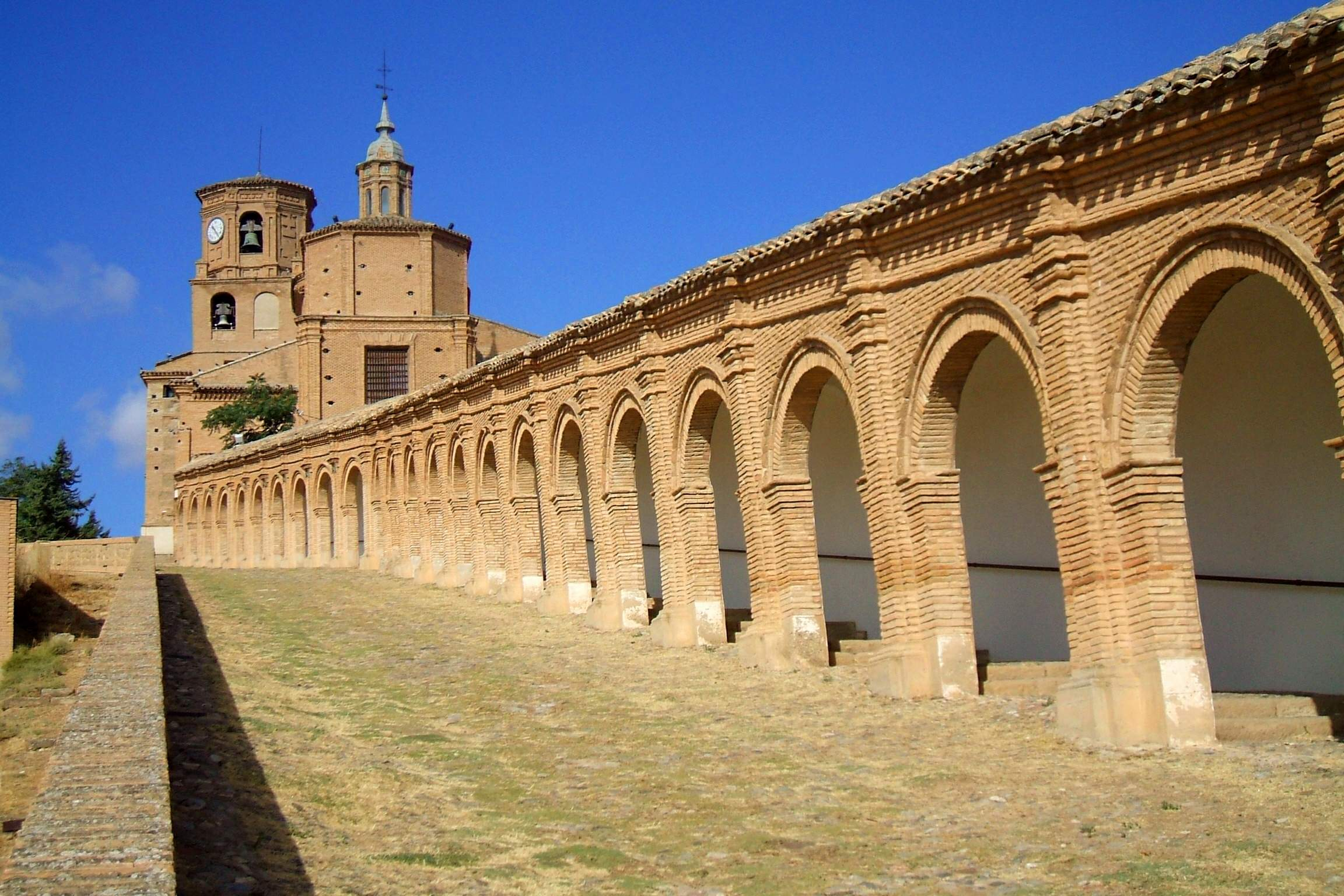
Basílica de Nuestra Señora del Romero
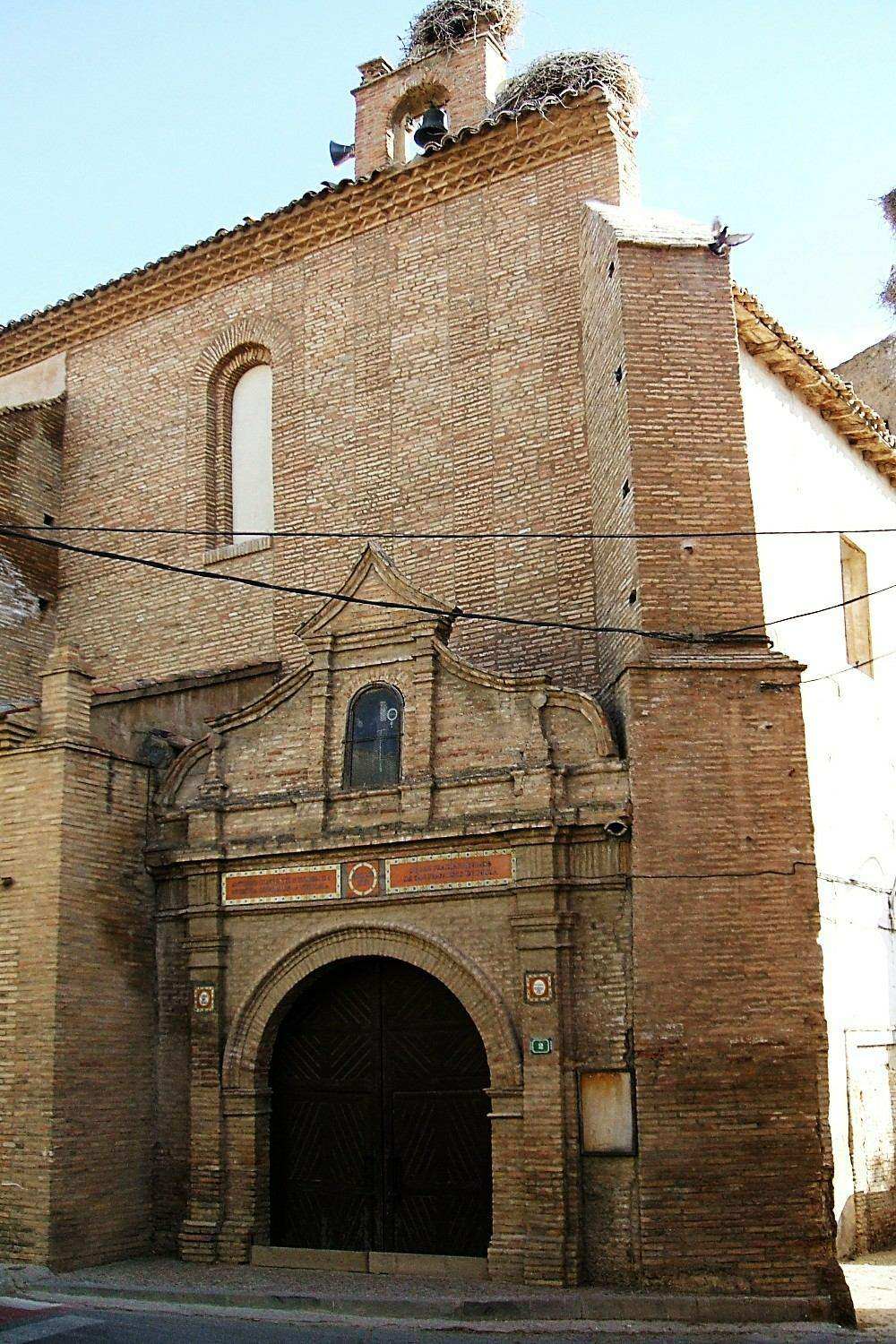
Iglesia de la Victoria
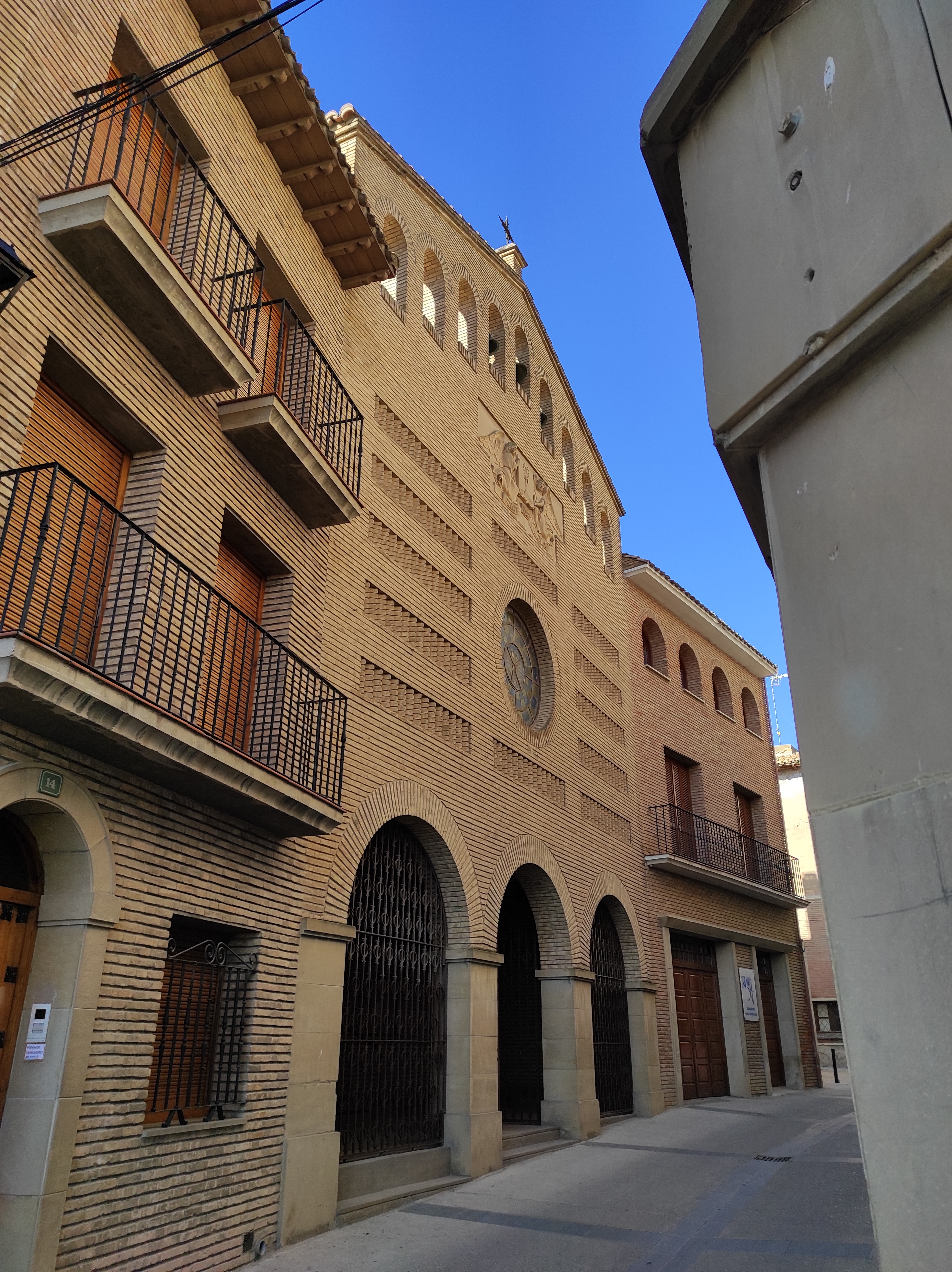
Iglesia de Santa Vicenta María
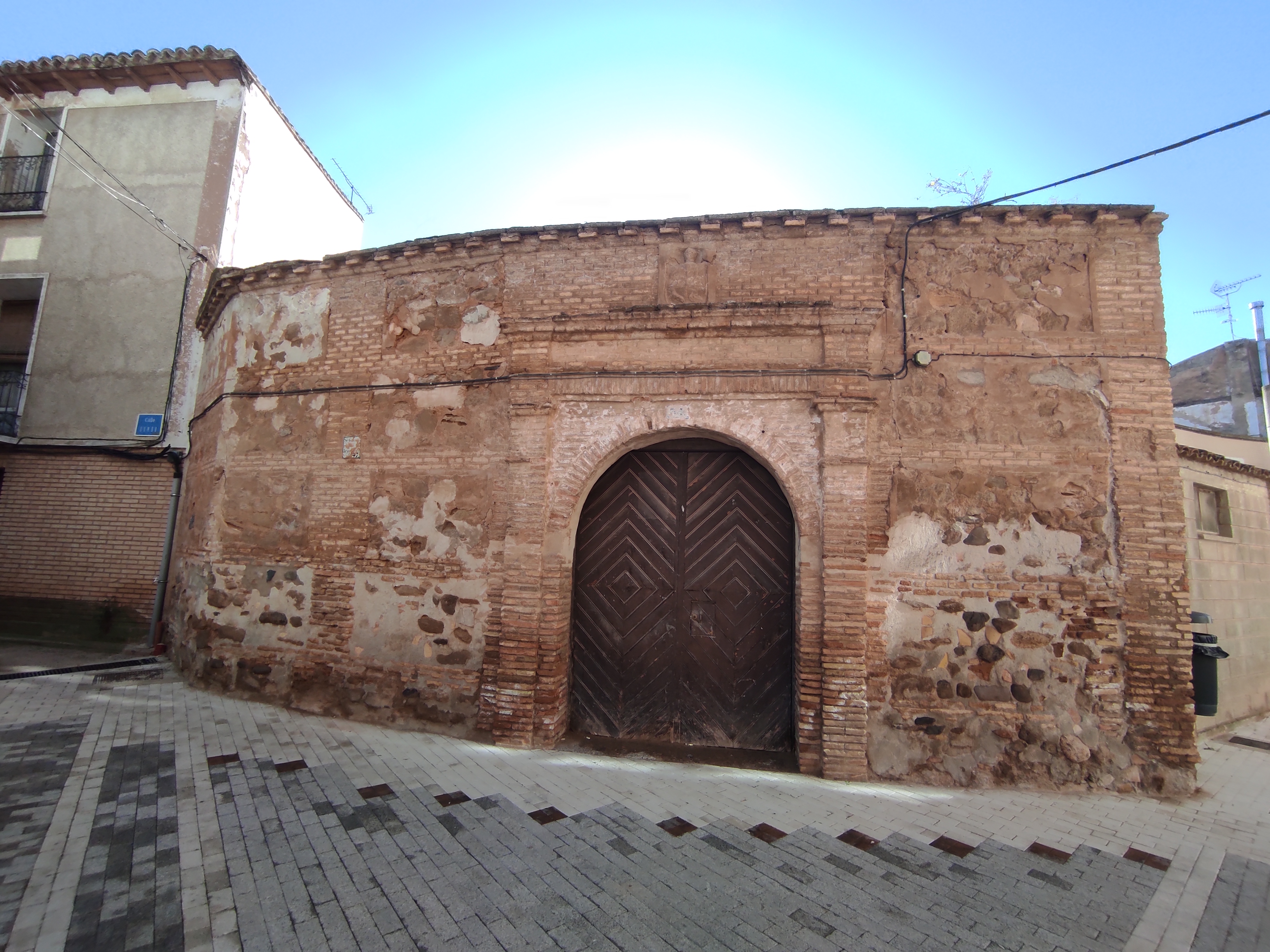
Antigua iglesia de San Pedro
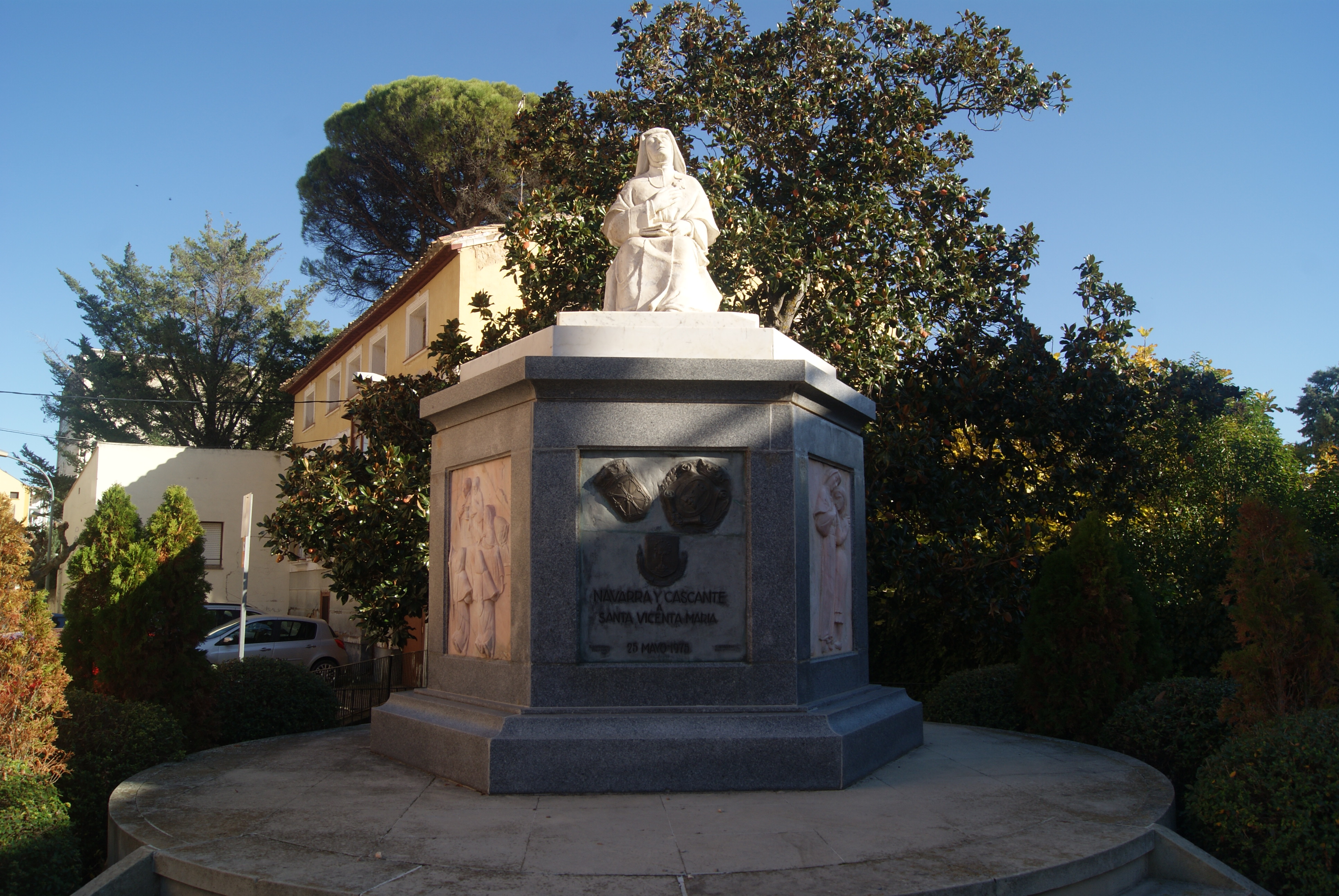
Monumento a Santa Vicenta María

#### Civiles
- Casa Duplá

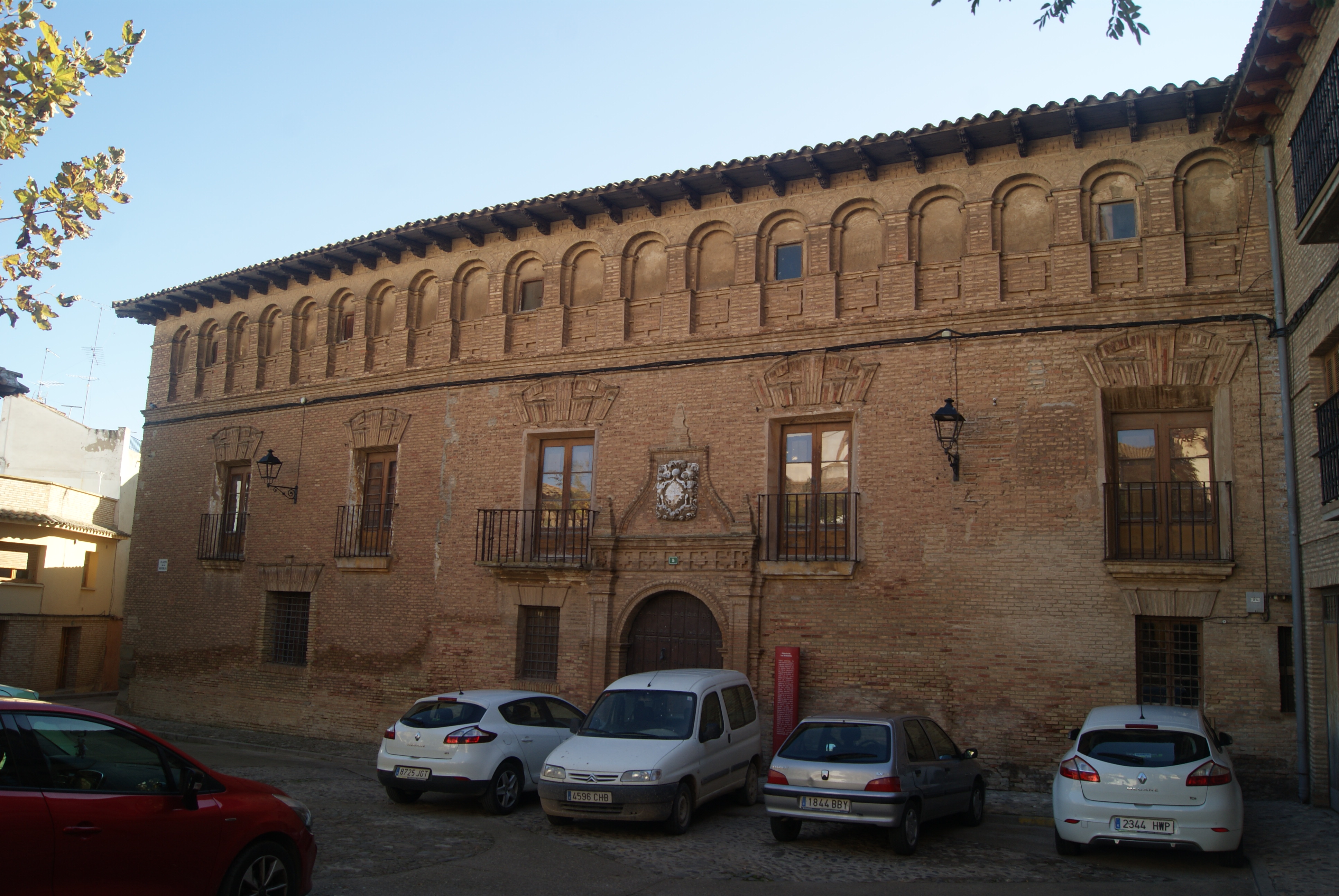
Palacio de los Bobadilla
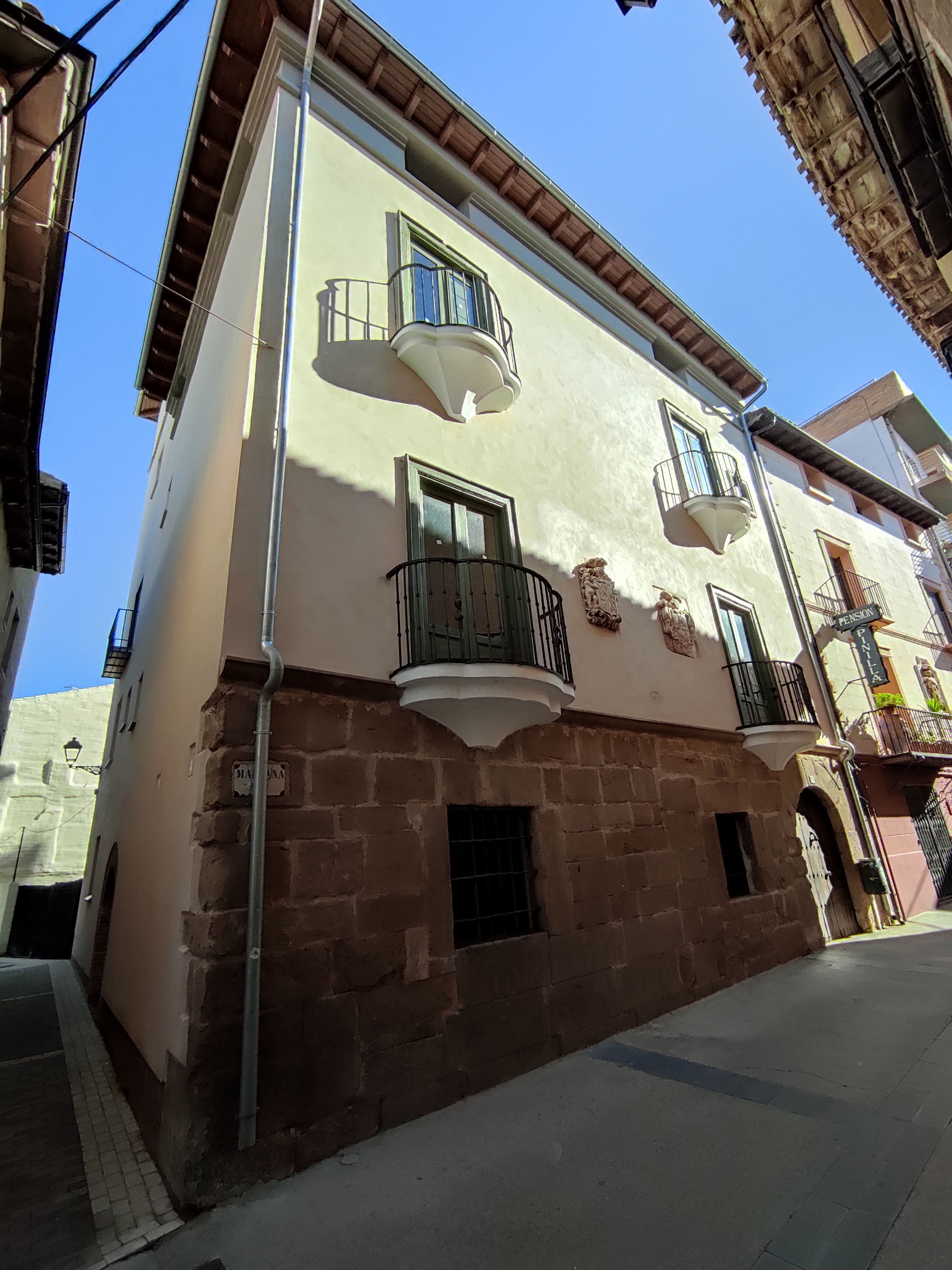
Casa-Museo Etnográfico
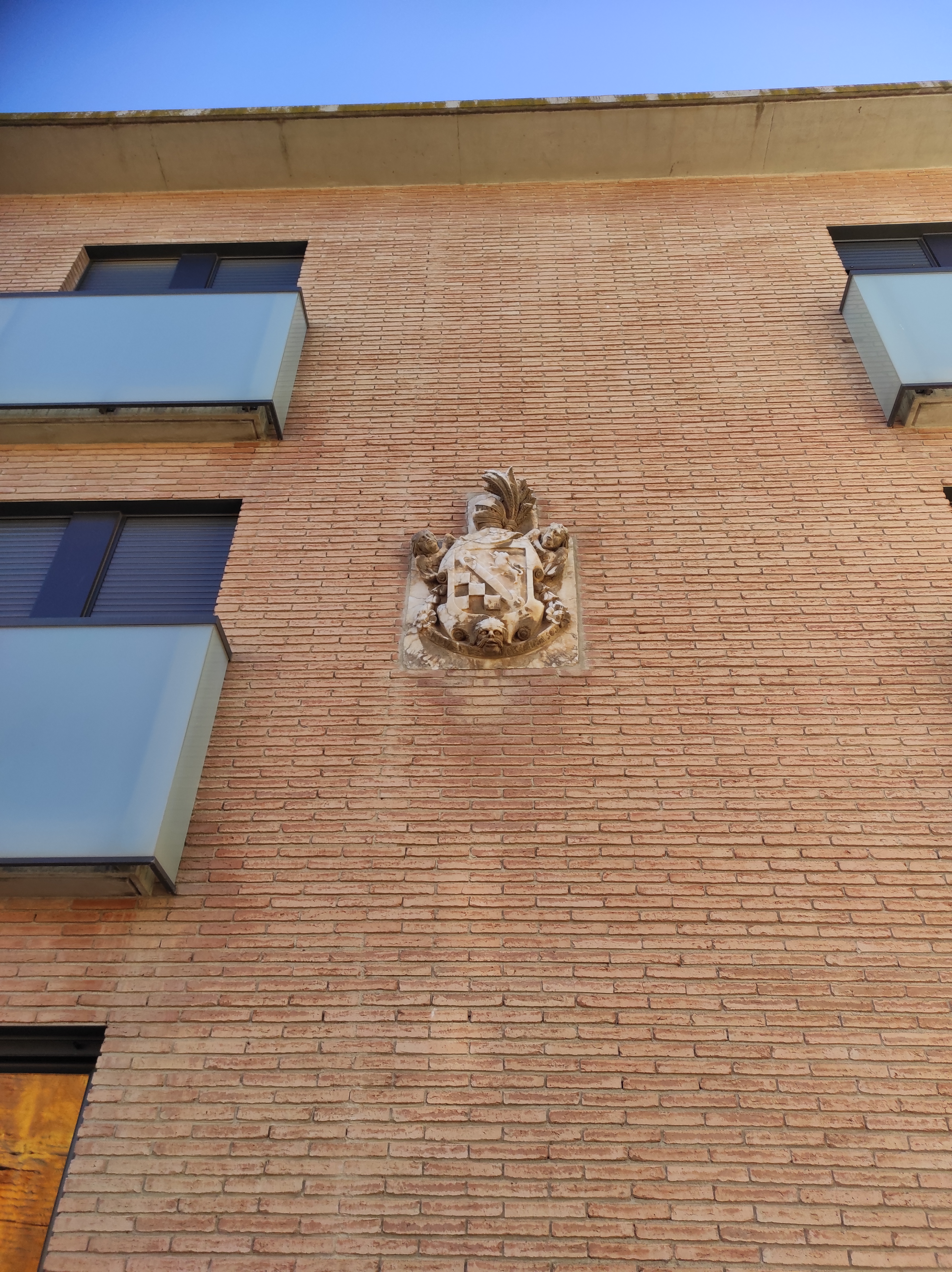
Las Martinicas

- Fuente de 6 caños
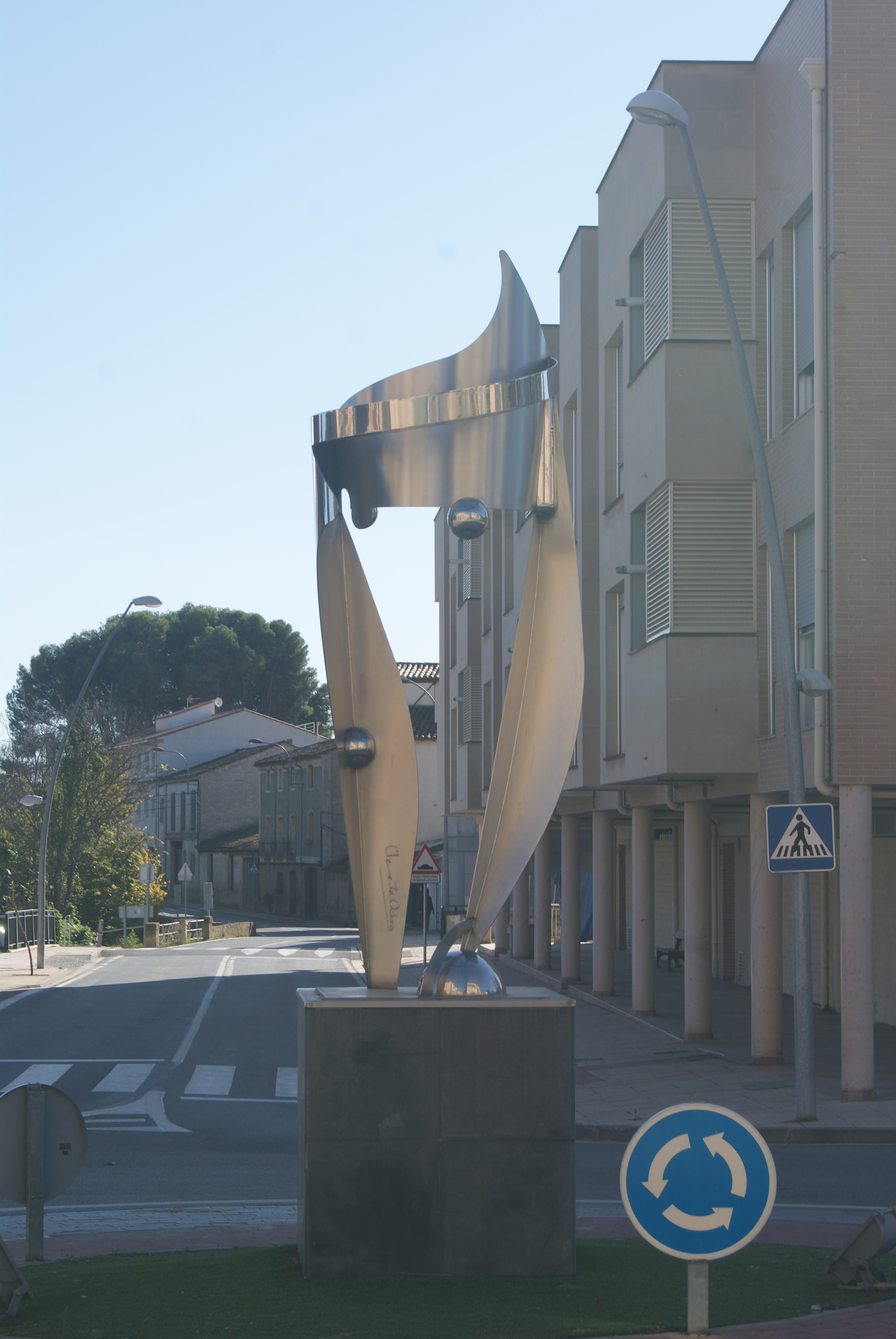
Puerta de Amistad
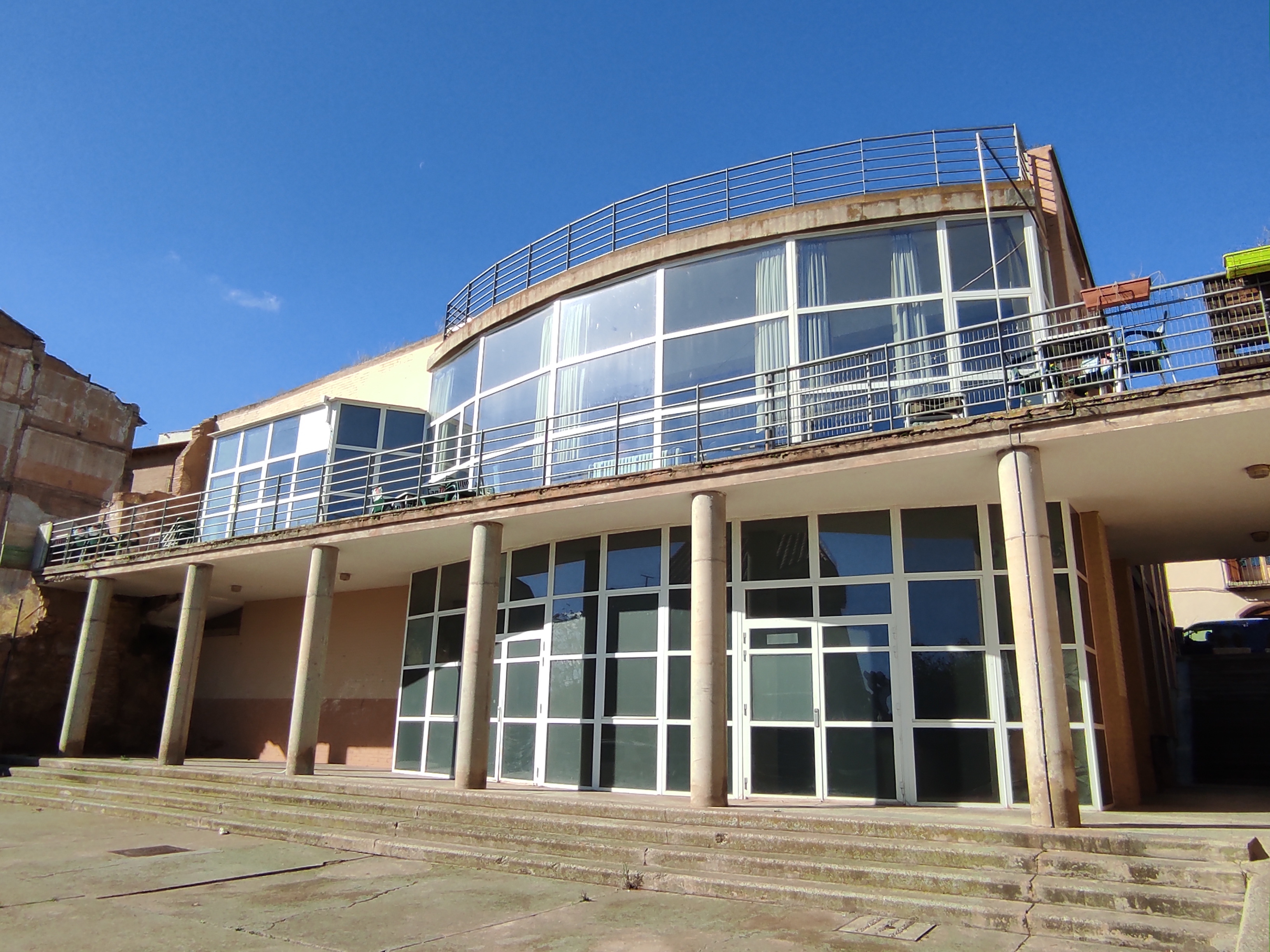
Club de Jubilados
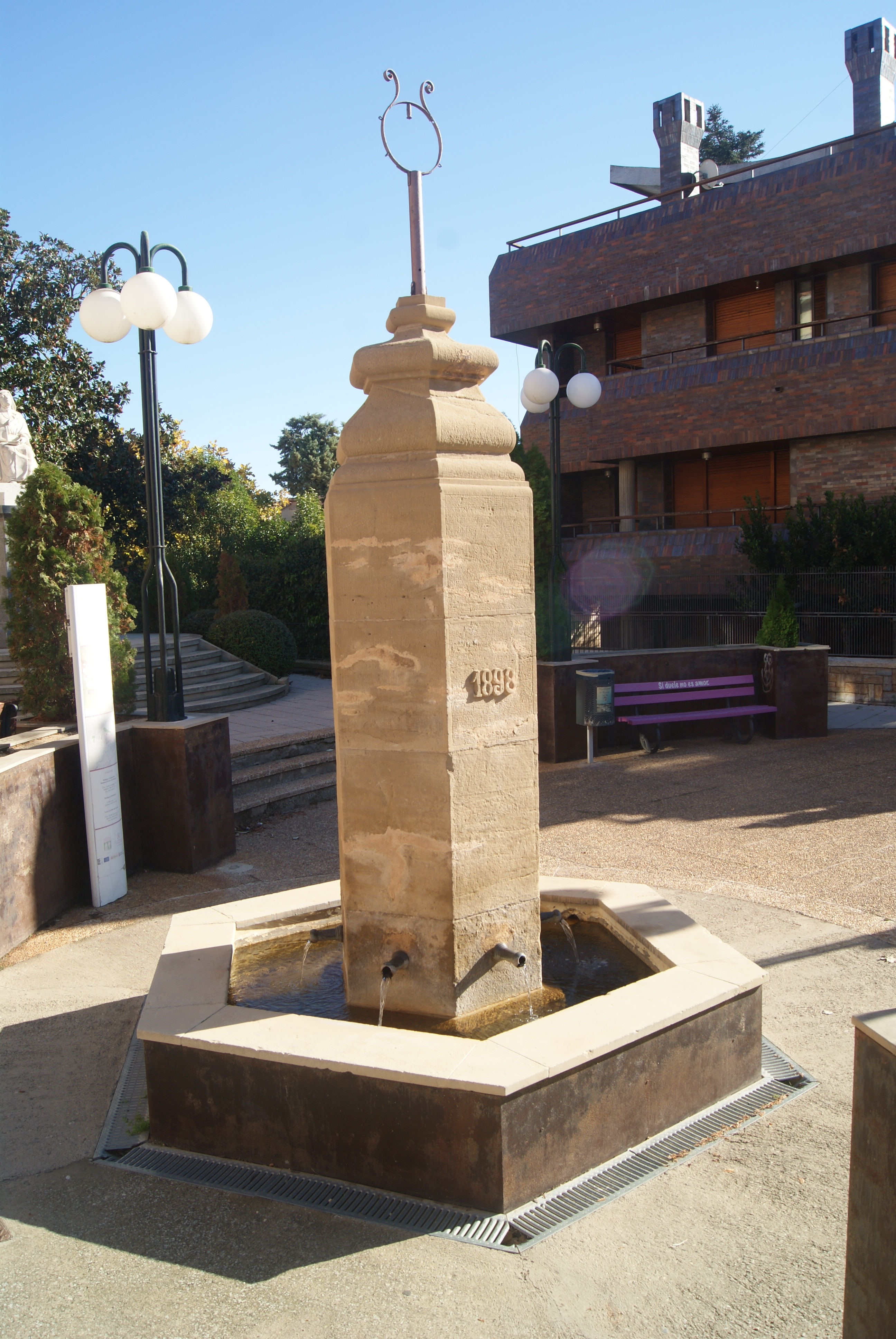
Fuente de Cascante

- Palacio de los Bobadilla
- Casa Duplá
- Las Martinicas
- Puerta de Amistad
- Club de Jubilados
- Fuente de Cascante[9]

### Fiestas

#### Romería al Cabezo de la Cruceta
Fiesta religiosa de origen agrícola que, hasta el año 1997, se celebraba el lunes anterior al Día de la Ascensión, y que a partir de 1998, y para facilitar una mayor asistencia de público (sobre todo local), empezó a celebrarse un sábado de mayo. Aunque actualmente la gente acude al lugar principalmente en vehículos particulares, la tradición (paralela al origen de la romería) dicta que hay que acudir en carros, carrozas o carromatos engalanados para la ocasión.
Una vez en el cerro (el "cabezo"), el cual está coronado por una cruz monumental de unos 20 metros de altura (la "Cruceta"), se procede a realizar una misa oficiada por el párroco local con el fin de bendecir los campos y propiciar buenas cosechas. Acto seguido, cada grupo de amigos o de familiares celebra un almuerzo popular, consistente por lo general en carne asada a la brasa. También es tradición que, desde la carroza del Ayuntamiento, se haga reparto de almendras, tanto saladas como garrapiñadas.
A la finalización del festejo, el pueblo vuelve a la plaza de los Fueros de la localidad, donde el alcalde, desde el balcón del Ayuntamiento, procede a conceder premios a las carrozas mejor engalanadas o, cuanto menos, de manera más original.  

#### Fiestas patronales
Fiestas celebradas en honor a los patronos oficiales de la ciudad, que son la Virgen del Romero y el Cristo de la Columna y que tienen una duración total de 10 días. Las fiestas, que se celebran durante el mes de septiembre, no tienen una fecha fija de inicio, siendo el primer sábado a partir del día 8 (inclusive) de dicho mes el elegido para dar comienzo a los festejos con el tradicional txupinazo. Al día siguiente (primer domingo de fiestas) se celebra la festividad de la Virgen del Romero. Las fiestas finalizan oficialmente el siguiente domingo, día del Cristo de la Columna, aunque el lunes siguiente se celebra, de manera extraoficial, el Día del Rancho, que como su nombre indica, se caracteriza por la comida típica de ese día entre las peñas: el rancho o calderete. En total, se dan los 10 días de celebración antes comentados. Sin embargo, las fiestas no siempre han alcanzado esta duración ni la fecha de inicio ha sido siempre la misma, ya que originalmente estos festejos se realizaban en torno al 15 de agosto. Fue a partir de 1765 cuando estos fueron trasladadas a septiembre para facilitar los trabajos relativos a la siega de cereales.  
Desde su canonización eclesiástica el día 9 de septiembre de 1928, la Virgen del Romero (ubicada en la basílica del mismo nombre), es sacada en procesión recorriendo las calles del pueblo cada veinticinco años, hasta ahora en cuatro ocasiones, 1928, 1953, 1978 y 2003. Para tal evento se engalanan algunas calles con arcos, guirnaldas y versos. Como es habitual en este tipo de celebraciones religiosas de tipo popular, los cascantinos más devotos le dedican jotas y poesías a su paso. La festividad de la Virgen del Romero está precedida por un decenario religioso en el que se cantan los "Gozos a la Virgen", cánticos propios de Cascante de más de 250 años de antigüedad. Tras el periodo festivo, se continúa con una Novena en honor al Cristo de la Columna.  
Durante las fiestas patronales nos encontramos con los festejos típicos de una población de la Ribera de Navarra en fiestas (encierros, festivales taurinos, almuerzos, pasacalles, verbenas, peñas, dianas musicales, toros de fuego...), que hacen que el pueblo disfrute de unos días de alegría y amistad, tanto para los residentes como para los visitantes. Los pasacalles son amenizados por la Comparsa de Gigantes y Cabezudos de la localidad, el Grupo de Gaiteros y una charanga musical.  

#### Otras festividades y celebraciones
- Jornadas Micológicas
  - Ocupan un fin de semana, y suelen comprender actividades tales como conferencias, excursiones al monte para recolección, exposición y catalogación de ejemplares y degustación de pinchos basados en setas, actos abiertos a todos los públicos.
- Pinchorrazo
  - Varias peñas de la localidad colaboran en la preparación de diversos pinchos que pueden ser catalogados como alta cocina en miniatura y que son objeto de degustación abierta al público.
- También se realizan otros actos a lo largo de la primavera y el verano como son la Feria de Artesanía y de la Alimentación, la Semana Romana de Cascante, la Festividad de Santa Vicenta María, la Exposición Anual de Artistas Cascantinos, etc.

### Gastronomía
- Repostería: Magdalenas, mantecados, sequillos, cocos, Trenza de Cascante.
- Vino
- Aceite de oliva virgen extra

### Deporte
Actualmente, estos son los clubes que representan a Cascante en diferentes modalidades deportivas:
Club Deportivo Aluvión
Es el equipo de fútbol que representa a Cascante y tiene equipos en varias categorías. El primer equipo milita actualmente en primera división autonómica, contando con hasta 10 equipos más de categorías inferiores (cadetes, juveniles, infantiles, etc.). La primera indumentaria se compone de camiseta a rayas verticales amarillas y negras (con mangas negras), pantalón negro y medias amarillas y negras; mientras que la segunda equipación consta de camiseta roja, pantalón rojo y medias rojas.
Club Deportivo Cantera
Club deportivo que engloba las disciplinas de atletismo, fútbol sala y baloncesto:
Atletismo
Son unos cuantos jóvenes y ahora también adultos que poco a poco, y dirigidos por unos entrenadores con mucha ilusión y empeño, van haciéndose hueco en el deporte navarro, que están agrupados en un club denominado CANTERA y que en el año 2009 recibieron el reconocimiento por parte de la Federación Navarra de Atletismo dicho club, así como el Ayuntamiento de Cascante por su apoyo y la construcción de pistas de atletismo junto al Centro Termolúdico
Fútbol sala
Hasta la temporada 2008-2009 , todos los fines de semana unos 12 equipos de jóvenes (y no tan jóvenes) pasan la tarde del sábado echando la adrenalina, ya desde la temporada 2009-2010 ha dejado de celebrarse por falta de equipos para su continuidad. Cabe destacar en este deporte a las chicas del equipo "Cantera" que el año 2007 llegaron a ser subcampeonas de Navarra y Campeonas en 2008; y que el Club Deportivo Cantera sigue manteniendo sus equipos tanto masculinos como femenios en este deporte.
Ciclismo
Todos los fines de semana varios grupos de ciclistas parten desde Cascante en sus modalidades de carretera y de mountain bike. Cada año se celebra el Certamen Anual de Orientación de Cascante.
Deportes de agua
En una tierra de secano como es esta, parece algo increíble, pero existen varios aficionados al agua que se reúnen asiduamente en la Balsa de Pulguer para practicar sus deportes favoritos, como son la vela, el kayak, wind-surf, piragüismo... Sin olvidar a todos aquellos que practican diariamente la natación y otras actividades en el Centro Termolúdico.